# Kohlenstoffäquivalent
Das Kohlenstoffäquivalent ist in der Werkstoffkunde ein Maß zur Beurteilung der Schweißeignung von Stählen.

## Definition
Das Kohlenstoffäquivalent ist in der Werkstoffkunde ein Maß zur Beurteilung der Schweißeignung von unlegierten und niedriglegierten Stählen. Der Kohlenstoffgehalt und eine Vielzahl anderer Legierungselemente im Stahl beeinflussen sein Verhalten. Zur Beurteilung der Schweißeignung ist deshalb im Kohlenstoffäquivalent der Kohlenstoffgehalt und der gewichtete Anteil der Elemente, welche die Schweißeignung des Stahls ähnlich beeinflussen, wie es vom Kohlenstoff zu erwarten wäre, zu einem Zahlenwert zusammengefasst. Dabei impliziert ein Wert des Kohlenstoffäquivalents kleiner 0,45 % eine gute Schweißeignung. Höhere Werte erfordern – abhängig von der Verarbeitungsdicke – das Vorwärmen des Materials. Ab einem Wert größer 0,65 ist das Werkstück nur mit erhöhtem Aufwand schweißgeeignet, da es durch Martensitbildung zu Kalt- bzw. Härterissen kommen kann.

## Berechnung des Kohlenstoffäquivalents
Für die Berechnung des Kohlenstoffäquivalents gibt es kein allgemein gültiges Verfahren und es wird daher je nach Zweck ein unterschiedliches Verfahren angewandt.
Gebräuchlich sind:

### CEV (Carbon Equivalent Value)
Einsetzbar ab einem Kohlenstoffgehalt von 0,18 %, dient der Abschätzung der Notwendigkeit des Vorwärmens zur Vermeidung von Aufhärtungsrissen (genormt in EN 10025-1); die Vorwärmtemperatur T0 kann unter der Zuhilfenahme spezieller Formeln angenähert werden.
CEV = C + Mn/6 + (Cu + Ni)/15 + (Cr + Mo + V)/5

### CET (Carbon Equivalent Thyssen)
Es dient der Abschätzung der Vorwärmtemperatur Tp (bzw. Zwischenlagentemperatur Ti)zur Vermeidung wasserstoffunterstützter Risse – speziell soll durch eine höhere Anfangstemperatur eine genügend lange Abkühlung entstehen (so kann sich H2 ausreichend aus dem Schweißgut lösen)
CET = C + (Mn + Mo)/10 + (Cr + Cu)/20 + Ni/40
Für die Vorwärmtemperatur Tp gilt indes folgender Zusammenhang:
{\displaystyle T_{\text{p}}=700\cdot CET+160\cdot \tanh \left({\frac {d}{35}}\right)+62\cdot HD^{0{,}35}+(53\cdot CET-32)\cdot Q-330}
Dabei sei HD die Menge des diffusiblen Wasserstoffs in ml/100 g Schweißgut und {\displaystyle Q} die Wärmeeinbringung mit
{\displaystyle Q=k\cdot \left({\tfrac {U\cdot I}{v}}\right)\cdot 10^{-3}} (bei elektrischen Schmelzschweißverfahren)
Hier sei {\displaystyle k} der relative thermische Wirkungsgrad und {\displaystyle v} die Schweißgeschwindigkeit.

### PCM (Critical Metal Parameter)
Eingesetzt bei kurzen Abkühlzeiten und Wurzelschweißungen: PCM = C + Si/30+ (Mn + Cu + Cr)/20 + Ni/60 + Mo/15 + V/10 + 5 B
Die Legierungsanteile sind in Prozent einzusetzen.
In der Regel wird im Werkstoffzeugnis das Kohlenstoffäquivalent angegeben, sodass der Anwender diese Berechnung nicht selbst vornehmen muss. Unter Umständen ist jedoch die Nutzbarkeit des dort angegebenen CEV für die spezielle Anwendung zu hinterfragen.

## Auswirkungen hoher Kohlenstoffäquivalente
Mit steigendem Kohlenstoffäquivalent sind eine Vielzahl von Problemen beim Schweißen des Werkstückes zu erwarten, unter anderem:
- Aufhärtung und Versprödung des Werkstücks in der Wärmeeinflusszone

und dadurch hervorgerufen
- verschiedene Arten von Rissen im Gefüge

## Maßnahmen zur Erhöhung der Schweißeignung
- Vorwärmen
- Auswahl einer geeigneten Nahtgeometrie
- Verwendung geeigneter Elektroden

## Schweißen von Guss
Das Kohlenstoffäquivalent ist auch für die Ausführung von Reparatur- und Konstruktionsschweißungen von Gussteilen bedeutsam, da durch diesen Wert die Vorwärmtemperatur beim Schweißen bestimmt werden kann. So müssen beispielsweise leichtlegierte Stahlgussteile bei einem CE-Wert von 0,6 % auf 250 °C vorgewärmt werden, um sie fehlerfrei schweißen zu können. Wie bei Stahl ist auch bei Guss die vorhandene Wanddicke der zu schweißenden Bereiche eine wichtige Einflussgröße.

## Kritik
Das Kohlenstoffäquivalent stellt eine Hilfsgröße für die Schweißeignung dar. Da diese jedoch von einer Vielzahl von Faktoren abhängt, ist ihre genaue Definition vom Werkstoff und der Art der Schweißung abhängig. Somit ist das Kohlenstoffäquivalent nicht als universell gültiger Wert zu betrachten, sondern muss auf die jeweilige Anwendung abgestimmt sein. Für Kohlenstoffgehalte kleiner 0,18 % wird beispielsweise in vielen Quellen die Anwendung des PCM empfohlen.